# Den Blinde Vinkel
Den Blinde Vinkel er et knapt 30 minutter langt tv-talkshow med Lasse Rimmer som vært, der blev sendt første gang sent fredag aften på TV 2 i foråret 2011.
Værten og fire gæster diskuterer på humoristisk og underholdende vis tre til fem nyhedshistorier fundet i massemedier i løbet af ugen, der er gået forud for programmet. Nogle af gæsterne medvirker i flere udsendelser, og flere af dem har en baggrund som stand-up-komikere.
Den Blinde Vinkel sendes direkte eller produceres live-on-tape samme aften foran et levende publikum, som programmet deler med Live fra Bremen, der i øvrigt produceres af samme produktionsselskab, Douglas Entertainment, ejet af komiker og tv-vært Casper Christensen.

## Deltagere

### Tilbagevendende deltagere
- Carsten Bang
- Katrine Hertz Mortensen
- Huxi Bach
- Jacob Wilson
- Casper Christensen
- Jesper Juhl
- Sara Bro
- Tobias Dybvad
- Christian Fuhlendorff
- Brian Mørk
- Uffe Holm
- Nikolaj Steen
- Martin Høgsted

### Øvrige deltagere
- Ricco Wichmann
- Andrea Elisabeth Rudolph
- Morten Resen
- Anders Breinholt
- Lisbeth Østergaard
- Timm Vladimir
- Michael Schøt
- Mads Vangsø
- Simon Jul
- Lars Hjortshøj
- Rasmus Botoft
- Frank Hvam
- Thomas Hartmann